# 许美美
许美美（韩语： Huh Mimi，2002年12月19日—），日本名池田海实（日语：／ Ikeda Mimi），韩国女子柔道运动员，2024年世界柔道锦标赛女子57公斤级金牌得主、IJF大奖赛女子57公斤级金牌得主、2024年亚洲柔道锦标赛女子57公斤级银牌得主、2024年巴黎奧運57公斤級銀牌得主。